# Myrteta rubripunctata
Myrteta rubripunctata là một loài bướm đêm trong họ Geometridae.